# 武平峠
武平峠（ぶへいとうげ）は、滋賀県甲賀市土山町大河原と三重県菰野町を結ぶ峠。大河原越え、仁正寺越え、湯ノ山峠、湯の山越とも呼ばれた。標高880 m。

## 概要
峠の近江側にかつて茶店があり、近江蒲生郡出身の久田武平が譲り受けたことから「武平峠」と名がついたもよう。
1784年に菰野問屋・菰野庄屋から菰野藩に提出した願書によると、この道筋が肥料に用いるニシンの流通路として用いられたことがわかる。また、近江から漆器、薬、麻、伊勢からは木綿、干魚、塩が運ばれていた記録がある。日野商人が伊勢へ向かう道として使っていた。伊勢側の湯の山温泉は湯治に訪れる人が多く、江戸時代はとくに栄えた。
1972年に武平トンネルで峠付近を通過する鈴鹿スカイライン（国道477号）が開通した。峠から雨乞岳、御在所岳、鎌ヶ岳等への登山に利用される。